# おたすけJAPAN
『おたすけJAPAN』（おたすけジャパン）は、フジテレビ系列で2017年から2020年まで不定期放送されていたバラエティ番組。

## 概要
世界の国々で困っている人の役に立とうと、日本が誇る一流の技術者や職人が現地へ行き、さまざまな困難に見舞われながらも問題を解決していくワールドワイドなドキュメンタリーバラエティ番組。また、“おたすけサポーター”として人気芸能人が技術者や職人に同行してサポートもする。
MCはNEWSの小山慶一郎とKAT-TUNの中丸雄一が務めている。また、小山と中丸が共にMCを務める番組は地上波では初となる。

## 出演者

### おたすけコンシェルジュ（MC）
- 小山慶一郎（NEWS）
- 中丸雄一（KAT-TUN）

### おたすけサポーター
毎回異なるロケで技術者や職人をサポートする芸能人が数名出演。

### スタジオゲスト
毎回異なるスタジオに出演する芸能人が数名出演。

## 放送データ
| 回数  | 放送日                  | 放送時間（JST） | おたすけサポーター                                             | スタジオゲスト                                         | 備考                 |
| ----- | ----------------------- | --------------- | -------------------------------------------------------------- | ------------------------------------------------------ | -------------------- |
| 第1回 | 2017年6月14日（水曜日） | 19:00 - 21:54   | 上田竜也（KAT-TUN）、河北麻友子、篠原信一                      | 厚切りジェイソン、三田寛子                             |                      |
| 第2回 | 2018年3月21日（水曜日） | 19:00 - 22:48   | 青山テルマ、安藤美姫、増田貴久（NEWS）、山口絵里加、遼河はるひ | 小峠英二（バイきんぐ）、山里亮太（南海キャンディーズ） |                      |
| 第3回 | 2019年3月21日（木曜日） | 21:05 - 23:33   | 安藤美姫、増田貴久（NEWS）、丸山桂里奈                         | 吉村崇（平成ノブシコブシ）                             |                      |
| 第4回 | 2020年3月14日（土曜日） | 21:00 - 23:10   | 濵田崇裕（ジャニーズWEST）、安藤美姫                           | 澤部佑（ハライチ）、ファーストサマーウイカ、ゆきぽよ   | 『土曜プレミアム』枠 |

## スタッフ
第3回（2019年3月21日放送分）
- 構成：政宗史子、堀江利幸、町田直也
- TP：山下悠介
- SW：岩沢忠夫
- CAM：岩田一己
- VE：原啓教
- MIX：高橋幸則
- LD：黒井宏行（fmt）
- 美術プロデューサー：森健彦
- デザイン：坪田幸之、岡美里
- 美術進行：山口武治
- 大道具製作：岩崎隆史
- 大道具操作：平野順之
- アクリル装飾：堀内重彰
- 電飾：中みつ子
- 衣裳：林春来
- メイク：山田かつら、アートメイク・トキ
- 技術協力：ニユーテレス
- 美術協力：フジアール
- 編集：新保公英（ヌーベルアージュ）
- MA：藤井光洋（ヌーベルアージュ）
- 音響効果：アーツポート企画
- TK：TBG
- ロケ技術：だだだ、ワークビジョン、権四郎
- CG：キャニットG、グレートインターナショナル（グレート→第1回ではイラスト）、タナミトモトシ
- 広報：平井隆（フジテレビ）
- リサーチ：菊地英夫、志賀一也、西澤あつと
- AD：関谷倫寿、小泉開渡、矢澤永吉、照屋祐太、大平賢治
- ディレクター：田辺純平、柴田貴幸、次郎垣内保、永井洋之
- 演出：千葉龍（第1回はディレクター）
- プロデューサー：渡邊宏（渡邊→第1回ではGP、ただしクレジット表記なし）、北條とも子、松岡満枝、内田安妃子（内田→第1回ではAP）
- 企画制作：フジテレビ
- 制作著作：ジッピー・プロダクション

### 過去のスタッフ
- 構成：ヒロハラノブヒコ、村松浩介
- TP：深谷高史
- MIX：浮所哲也
- LD：中田学（ティ・エル・シー）
- メイク：ビューマックス
- 大道具製作：福田智広
- 大道具操作：成島好美
- 衣裳：浅見彰
- アクリル装飾：高橋瞳
- 編集：橋本淳一郎（ヌーベルアージュ）
- MA：志村武浩（ヌーベルアージュ）
- ロケ技術：イメージランド、イルージョン、エキスプレス
- 広告宣伝：鈴木文太郎（フジテレビ）
- AD：新城絵梨、菊川裕二、濵田知佳、近寛子、吉野遥希
- ディレクター：加賀谷健吾、中澤俊幸、高橋康弘、桑山ゆうり、斉木敏人
- 演出：高橋幸子